# Laurence Harvey
Laurence Harvey; właściwie Zvi Mosheh Skikne (ur. 1 października 1928 w Janiszkach, Litwa, zm. 25 listopada 1973 w Londynie) – brytyjski aktor występujący również w Stanach Zjednoczonych; urodzony w rodzinie litewskich Żydów. Nominowany do Oscara za pierwszoplanową rolę w melodramacie Jacka Claytona Miejsce na górze (1959).

## Wczesne lata
Urodził się na terenie Litwy jako najmłodszy z trzech synów Elli (z domu Zotnickaita) i Bera Skikne’a. W wieku 5 lat wyemigrował wraz z rodziną do Republiki Południowej Afryki. Dzieciństwo i młodość spędził w Johannesburgu, gdzie uczęszczał do Meyerton College i Earl of Atherton High School. Podczas II wojny światowej, będąc jeszcze nastolatkiem, służył w Armii Południowoafrykańskiej. Po wojnie wyjechał do Wielkiej Brytanii, gdzie w 1946 ukończył Królewską Akademię Sztuki Dramatycznej. 

## Kariera
W 1943 zadebiutował na scenie Johannesburg Repertory Theater w spektaklu Domek do wynajęcia. Po raz pierwszy wystąpił na ekranie jako Francis w horrorze Dom ciemności (1948). 
W 1948 podpisał kontrakt z brytyjską wytwórnią filmową Associated British Studios, co zaowocowało kolejnymi rolami, w tym detektywa sierżanta Lawsona w filmie noir Man on the Run (1949). W 1951 trafił na West End w przedstawieniu Hassan. Po raz pierwszy pojawił się w hollywoodzkim filmie pt. Rycerze Okrągłego Stołu (1953). 
W 1954 wystąpił w tragedii szekspirowskiej Romeo i Julia w roli Romea. W 1955 debiutował na teatralnej scenie na nowojorskim Broadwayu w roli Angelo w sztuce Wyspa Kóz z Utą Hagen, za którą otrzymał nagrodę Theatre World. Powrócił na Broadway w komedii Williama Wycherleya Żona wiejska (1957) jako pan Horner i sztuce Williama Shakespeare’a Henryk V (1958) w roli króla Henryka V. W 1958 był reżyserem scenicznej komedii muzycznej Langstona Hughesa Simply Heavenly.
Przełomem w jego karierze była główna rola w melodramacie Jacka Claytona Miejsce na górze (1959), która przyniosła mu nominację do Oscara. Sukces ten otworzył mu drogę do kolejnych znaczących kreacji; m.in. w filmach: Alamo (1960; reż. John Wayne), Butterfield 8 (1960; reż. Daniel Mann), Przeżyliśmy wojnę (1962; reż. John Frankenheimer) czy Wspaniały świat braci Grimm (1962; reż. Henry Levin i George Pal).

## Życie prywatne
Harvey był trzykrotnie żonaty. W 1957 poślubił starszą o 6 lat brytyjską aktorkę Margaret Leighton. Para rozwiodła się 5 lat później. Kolejne małżeństwo, również zakończone rozwodem, zawarł w 1968 ze starszą o 17 lat amerykańską aktorką Joan Perry. W grudniu 1972, na niespełna rok przed śmiercią, ożenił się z modelką Paulene Stone, która urodziła ich córkę.

### Śmierć
Zmarł 25 listopada 1973 w Londynie na raka żołądka w wieku 45 lat.

## Filmografia
- Czarna róża (1950) jako Edmond
- Rycerze Okrągłego Stołu (1953)
- Weekend w Paryżu (1953) jako François
- Ryszard Lwie Serce i krzyżowcy (1954) jako sir Kenneth
- Romeo i Julia (1954) jako Romeo
- Miejsce na górze (1959) jako Joe Lampton
- Butterfield 8 (1960) jako Weston Ligget
- Alamo (1960) jako płk William B. Travis
- Dwie miłości (1961) jako Paul Lathrope
- Lato i dym (1961) jako John Buchanan Jr
- Przeżyliśmy wojnę (1962) jako Raymond Shaw
- Wspaniały świat braci Grimm (1962) jako Wilhelm Grimm/szewc
- Człowiek ucieka (1963) jako Rex Black
- Prawda przeciw prawdzie (1964) jako płk Wakefield (mąż)
- Darling (1965) jako Miles Brand
- Szarża lekkiej brygady (1968) jako rosyjski książę
- Walka o Rzym (1968-69) jako Cethegus
- Christian Czarodziej (1969) jako Hamlet
- WUSA (1970) jako Farley
- Nocne widma (1973) jako John Wheeler
- Columbo jako Emmett Clayton w odc. pt. Najniebezpieczniejsza partia z 1973